# Charlotte Martin
Charlotte Martin, właś. Charlotte Ann Martin (ur. 29 marca 1976) – amerykańska piosenkarka i autorka tekstów.
Jej rodzice to Joseph Martin i Becky Martin. 30 sierpnia 2005 roku Charlotte wyszła za mąż za producenta muzycznego, Kena Andrews. 4 maja 2008 roku Charlotte urodziła swoje pierwsze dziecko, Ronena Josepha Andrews.

## Wydane albumy
- Mystery, Magic & Seeds (1998)
- One Girl Army (2001)
- On Your Shore (2004)
- Stromata (2006)
- Reproductions (2007)
- Piano Trees (2009)
- Dancing on Needles (2011)
- Hiding Places (2012)